# (7351) Yoshidamichi
(7351) Yoshidamichi est un astéroïde de la ceinture principale.

## Description
(7351) Yoshidamichi est un astéroïde de la ceinture principale. Il fut découvert le 12 décembre 1993 à Oizumi par Takao Kobayashi. Il présente une orbite caractérisée par un demi-grand axe de 2,56 UA, une excentricité de 0,06 et une inclinaison de 6,5° par rapport à l'écliptique.

## Compléments